# Équation de Darcy-Klinkenberg
L'équation de Darcy-Klinkenberg décrit la perméation de gaz dans un milieu poreux en régime raréfié, c'est-à-dire lorsque le libre parcours moyen dans le gaz est du même ordre de grandeur que la taille caractéristique des pores. Elle a d'abord été établie par L. J. Klinkenberg dans un cadre restreint où les effets de raréfaction sont faibles, en utilisant une approche phénoménologique s'appuyant sur l'expérience. Les effets ont ensuite été établis par la théorie, d'abord par la méthode du « gaz poussiéreux » basée sur la méthode de Chapman-Enskog appliquée à un milieu homogène dans lequel l'une des espèces (le solide) à une grande masse qui le rend immobile. De nos jours les méthodes d'homogénéisation des équations cinétiques permettent d'obtenir des résultats rigoureux qui ne sont limités que par la connaissance de l'interaction gaz-solide au niveau microscopique. La loi issue de cette analyse est nommée loi de Darcy-Klinkenberg par extension du domaine. 

## Problème général du milieu raréfié

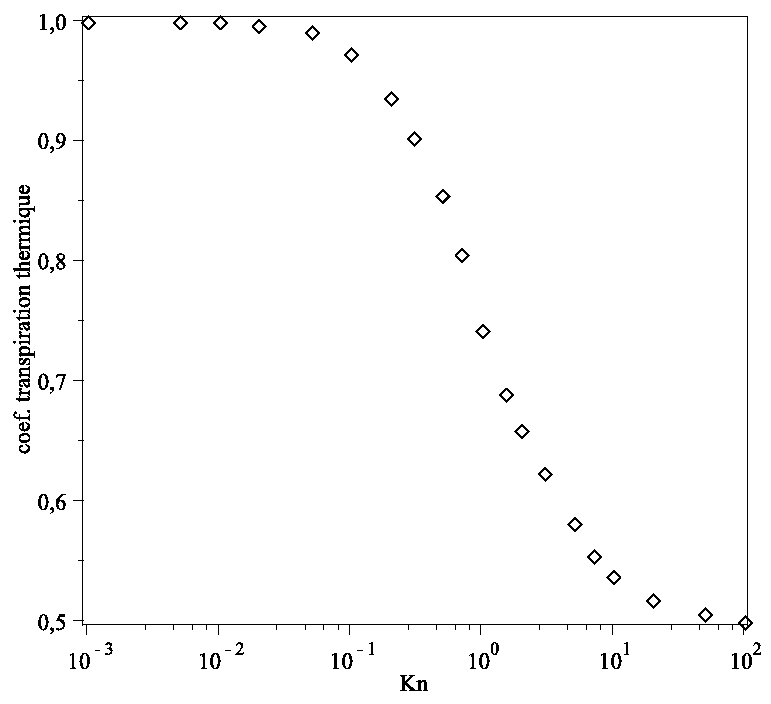
Coefficient de transpiration thermique dans un cylindre.

On se placera dans le cas d'un gaz simple : une seule espèce sans degré de liberté interne comme les gaz rares. On définit un nombre de Knudsen de pore par :
{\displaystyle Kn={\frac {l}{d}}}
où
- l est libre parcours moyen dans le gaz,
- {\displaystyle d} la taille caractéristique du pore.

La loi de l'écoulement d'un gaz simple dans un milieu poreux en régime raréfié s'obtient par le changement d'échelle de la description cinétique (niveau microscopique dans le pore) à une description macroscopique. L'analyse fait apparaître une loi de type Darcy donnant le débit :
{\displaystyle \mathbf {q} =\rho \mathbf {V} =-{\mathcal {D}}\nabla \rho -{\mathcal {D}}^{T}{\frac {\nabla T}{T}}}
où
- {\displaystyle \mathbf {q} } est le flux de masse,
- {\displaystyle \rho } la masse volumique du gaz,
- {\displaystyle \mathbf {V} } sa vitesse moyenne dans le poreux,
- {\displaystyle T} la température,
- {\displaystyle {\mathcal {D}}\,(\rho ,T)} le coefficient de diffusion par gradient de concentration,
- {\displaystyle {\mathcal {D}}^{T}(\rho ,T)} le coefficient de diffusion par gradient thermique (malgré son nom ce n'est pas un coefficient de diffusion).

On peut réécrire cette équation sous une forme différente en utilisant la loi des gaz parfaits :
{\displaystyle \mathbf {q} =-\rho {\mathcal {D}}\left[{\frac {\nabla p}{p}}+\left({\frac {{\mathcal {D}}^{T}}{\rho {\mathcal {D}}}}-1\right){\frac {\nabla T}{T}}\right]}
{\displaystyle {\frac {{\mathcal {D}}^{T}}{\rho {\mathcal {D}}}}} s'appelle coefficient de transpiration thermique. Il varie de 0.5 en régime balistique (pas de collision entre particules) à 1 pour le régime continu (voir courbe). L'équation obtenue dans ce dernier cas est l'équation de Darcy avec une perméabilité {\displaystyle K={\frac {\mu {\mathcal {D}}}{p}}} où {\displaystyle \mu } est la viscosité dynamique.

## Équation de Klinkenberg
Lorsque le milieu peut être considéré comme continu à l'exception de la région proche de la paroi appelée couche de Knudsen on peut utiliser une simple correction de la perméabilité pour prendre en compte le « glissement » du gaz à la paroi. Klinkenberg a donné une correction de la perméabilité établie sur une assemblée de conduites cylindriques parallèles :
{\displaystyle K=K_{0}\,\left(1+\alpha Kn\right)}
À partir d'un certain nombre d'expériences il a montré que l'on pouvait approcher le terme correctif par une relation du type :
{\displaystyle \alpha Kn\simeq {\frac {\beta }{p}}}
Il est intéressant de noter que la perméabilité à haute pression {\displaystyle K_{0}} est assimilée à celle d'un liquide inerte utilisé dans ces expériences. Il n'existe pas de justification théorique à cette identification qui semble cependant assez bien vérifiée.